# Hannibal von Degenfeld
Hannibal von Degenfeld, född 1648, död 12 oktober 1691, var en tysk friherre och militär. Han var son till Christoph Martin von Degenfeld.
Von Degenfeld gick tidigt i krigstjänst och hade redan 1674 förvärvat ett sådant anseende, att han av Kristian V kallades till Danmark, där han under skånska kriget avancerade till generallöjtnant. I bayersk tjänst deltog han 1683 i Wiens befrielse, blev sedan venetiansk general och vann 1685 på Morea en betydande seger över turkarna. Snart därpå nedlade han dock sitt befäl men utsågs 1691 till generalkapten och överbefälhavare i det turkiska kriget. Von Degenfeld hade under sina krigståg förvärvat en oerhörd förmögenhet, om vilken hans arvingar sedan processade i över 50 år.